# Championnats d'Europe de badminton par équipes 2018
Navigation
Kazan 2016 Liévin 2020
L'édition 2018 des Championnats d'Europe de badminton par équipes se tient à Kazan, en Russie du 13 au 18 février 2018, comme l'édition précédente.

## Médaillés
| Épreuve           | Or       | Argent     | Bronze           |
| ----------------- | -------- | ---------- | ---------------- |
| Épreuve masculine | Danemark | Angleterre | France Allemagne |
| Épreuve féminine  | Danemark | Allemagne  | Russie Espagne   |

## Compétition masculine

### Équipes participantes et groupes
Vingt-neuf équipes participent à la compétition masculine et sont réparties en six groupes de quatre et un groupe de cinq, après tirage au sort.
| Groupe 1                        | Groupe 2                               | Groupe 3                                 | Groupe 4                         | Groupe 5                         | Groupe 6                         | Groupe 7                                  |
| ------------------------------- | -------------------------------------- | ---------------------------------------- | -------------------------------- | -------------------------------- | -------------------------------- | ----------------------------------------- |
| Danemark Israël Croatie Irlande | Angleterre Hongrie Slovaquie Groenland | Allemagne Islande Luxembourg Azerbaïdjan | Russie Bulgarie Espagne Belgique | France Ukraine Autriche Lituanie | Pologne Italie Portugal Tchéquie | Finlande Estonie Norvège Turquie Lettonie |

### Phase de groupe
Pour chaque groupe, l'équipe classée à la première place est qualifiée pour les quarts de finale ainsi que le meilleur deuxième.
| Classement du groupe 1 |          |        |   |   |   |    |    |      |
|                        | Équipe   | Points | J | G | P | MP | MC | Diff |
| 1                      | Danemark | 3      | 3 | 3 | 0 | 14 | 1  | +13  |
| 2                      | Irlande  | 2      | 3 | 2 | 1 | 10 | 5  | +5   |
| 3                      | Croatie  | 1      | 3 | 1 | 2 | 4  | 11 | -7   |
| 4                      | Israël   | 0      | 3 | 0 | 3 | 2  | 13 | -11  |

| 13 février | Danemark | 5 | 0 | Israël  |
| 13 février | Croatie  | 1 | 4 | Irlande |
| 14 février | Danemark | 5 | 0 | Croatie |
| 14 février | Israël   | 0 | 5 | Irlande |
| 15 février | Danemark | 4 | 1 | Irlande |
| 15 février | Israël   | 2 | 3 | Croatie |

| Classement du groupe 2 |            |        |   |   |   |    |    |      |
|                        | Équipe     | Points | J | G | P | MP | MC | Diff |
| 1                      | Angleterre | 3      | 3 | 3 | 0 | 15 | 0  | +15  |
| 2                      | Hongrie    | 2      | 3 | 2 | 1 | 8  | 7  | +1   |
| 3                      | Slovaquie  | 1      | 3 | 1 | 2 | 6  | 9  | -3   |
| 4                      | Groenland  | 0      | 3 | 0 | 3 | 1  | 14 | -13  |

| 13 février | Angleterre | 5 | 0 | Hongrie   |
| 13 février | Slovaquie  | 5 | 0 | Groenland |
| 14 février | Angleterre | 5 | 0 | Slovaquie |
| 14 février | Hongrie    | 4 | 1 | Groenland |
| 15 février | Angleterre | 5 | 0 | Groenland |
| 15 février | Hongrie    | 4 | 1 | Slovaquie |

| Classement du groupe 3 |             |        |   |   |   |    |    |      |
|                        | Équipe      | Points | J | G | P | MP | MC | Diff |
| 1                      | Allemagne   | 3      | 3 | 3 | 0 | 15 | 0  | +15  |
| 2                      | Islande     | 2      | 3 | 2 | 1 | 8  | 7  | +1   |
| 3                      | Luxembourg  | 1      | 3 | 1 | 2 | 5  | 10 | -5   |
| 4                      | Azerbaïdjan | 0      | 3 | 0 | 3 | 2  | 13 | -11  |

| 13 février | Allemagne  | 5 | 0 | Islande     |
| 13 février | Luxembourg | 4 | 1 | Azerbaïdjan |
| 14 février | Allemagne  | 5 | 0 | Luxembourg  |
| 14 février | Islande    | 4 | 1 | Azerbaïdjan |
| 15 février | Allemagne  | 5 | 0 | Azerbaïdjan |
| 15 février | Islande    | 4 | 1 | Luxembourg  |

| Classement du groupe 4 |          |        |   |   |   |    |    |      |
|                        | Équipe   | Points | J | G | P | MP | MC | Diff |
| 1                      | Russie   | 3      | 3 | 3 | 0 | 13 | 2  | +11  |
| 2                      | Bulgarie | 2      | 3 | 2 | 1 | 8  | 7  | +1   |
| 3                      | Espagne  | 1      | 3 | 1 | 2 | 7  | 8  | -1   |
| 4                      | Belgique | 0      | 3 | 0 | 3 | 2  | 13 | -11  |

| 13 février | Russie   | 4 | 1 | Bulgarie |
| 13 février | Espagne  | 4 | 1 | Belgique |
| 14 février | Russie   | 4 | 1 | Espagne  |
| 14 février | Bulgarie | 4 | 1 | Belgique |
| 15 février | Russie   | 5 | 0 | Belgique |
| 15 février | Bulgarie | 3 | 2 | Espagne  |

| Classement du groupe 5 |          |        |   |   |   |    |    |      |
|                        | Équipe   | Points | J | G | P | MP | MC | Diff |
| 1                      | France   | 3      | 3 | 3 | 0 | 15 | 0  | +15  |
| 2                      | Ukraine  | 2      | 3 | 2 | 1 | 9  | 6  | +3   |
| 3                      | Autriche | 1      | 3 | 1 | 2 | 5  | 10 | -5   |
| 4                      | Lituanie | 0      | 3 | 0 | 3 | 1  | 14 | -13  |

| 13 février | France   | 5 | 0 | Ukraine  |
| 13 février | Autriche | 4 | 1 | Lituanie |
| 14 février | Ukraine  | 5 | 0 | Lituanie |
| 14 février | France   | 5 | 0 | Autriche |
| 15 février | France   | 5 | 0 | Lituanie |
| 15 février | Ukraine  | 4 | 1 | Autriche |

| Classement du groupe 6 |          |        |   |   |   |    |    |      |
|                        | Équipe   | Points | J | G | P | MP | MC | Diff |
| 1                      | Pologne  | 3      | 3 | 3 | 0 | 13 | 2  | +11  |
| 2                      | Tchéquie | 2      | 3 | 2 | 1 | 11 | 4  | +7   |
| 3                      | Italie   | 1      | 3 | 1 | 2 | 3  | 12 | -9   |
| 4                      | Portugal | 0      | 3 | 0 | 3 | 3  | 12 | -9   |

| 13 février | Portugal | 0 | 5 | République tchèque |
| 13 février | Pologne  | 5 | 0 | Italie             |
| 14 février | Pologne  | 4 | 1 | Portugal           |
| 14 février | Italie   | 0 | 5 | République tchèque |
| 15 février | Pologne  | 4 | 1 | République tchèque |
| 15 février | Italie   | 3 | 2 | Portugal           |

| Classement du groupe 7 |          |        |   |   |   |    |    |      |
|                        | Équipe   | Points | J | G | P | MP | MC | Diff |
| 1                      | Finlande | 4      | 4 | 4 | 0 | 19 | 1  | +18  |
| 2                      | Turquie  | 3      | 4 | 3 | 1 | 13 | 7  | +6   |
| 3                      | Estonie  | 2      | 4 | 2 | 2 | 12 | 8  | +4   |
| 4                      | Norvège  | 1      | 4 | 1 | 3 | 6  | 14 | -8   |
| 5                      | Lettonie | 0      | 4 | 0 | 4 | 0  | 20 | -20  |

| 13 février | Finlande | 5 | 0 | Estonie  |
| 13 février | Norvège  | 0 | 5 | Turquie  |
| 14 février | Finlande | 5 | 0 | Norvège  |
| 14 février | Estonie  | 5 | 0 | Lettonie |
| 14 février | Finlande | 5 | 0 | Turquie  |
| 14 février | Norvège  | 5 | 0 | Lettonie |
| 15 février | Estonie  | 4 | 1 | Norvège  |
| 15 février | Turquie  | 5 | 0 | Lettonie |
| 15 février | Finlande | 5 | 0 | Lettonie |
| 15 février | Estonie  | 2 | 3 | Turquie  |

### Phase à élimination directe

#### Tableau
|  | Quarts de finale | Quarts de finale |          |   | Demi-finales | Demi-finales |  |  | Finale     | Finale     |
|  | Quarts de finale | Quarts de finale |          |   | Demi-finales | Demi-finales |  |  | Finale     | Finale     |
|  |                  |                  |          |   |              |              |  |  |            |            |
|  | 16 février       | 16 février       |          |   | 17 février   | 17 février   |  |  | 18 février | 18 février |
|  | 16 février       | 16 février       |          |   | 17 février   | 17 février   |  |  | 18 février | 18 février |
|  | Danemark         | 3                |          |   | 17 février   | 17 février   |  |  | 18 février | 18 février |
|  | Danemark         | 3                |          |   | 17 février   | 17 février   |  |  | 18 février | 18 février |
|  | Finlande         | 1                |          |   | 17 février   | 17 février   |  |  | 18 février | 18 février |
|  | Finlande         | 1                | Danemark | 3 |              |              |  |  | 18 février | 18 février |
|  | 16 février       |                  | Danemark | 3 |              |              |  |  | 18 février | 18 février |
|  |                  | Allemagne        | 1        |   |              |              |  |  | 18 février | 18 février |
|  | Allemagne        | Allemagne        | 1        | 3 |              |              |  |  | 18 février | 18 février |
|  | Allemagne        |                  |          | 3 |              |              |  |  | 18 février | 18 février |
|  | Tchéquie         | 1                |          |   |              |              |  |  | 18 février | 18 février |
|  | Tchéquie         | 1                | Danemark | 3 |              |              |  |  |            |            |
|  | 16 février       |                  | Danemark | 3 |              |              |  |  |            |            |
|  |                  | Angleterre       | 1        |   |              |              |  |  |            |            |
|  | France           | Angleterre       | 1        | 3 |              |              |  |  |            |            |
|  | France           | 17 février       |          | 3 |              |              |  |  |            |            |
|  | Russie           | 2                |          |   |              |              |  |  |            |            |
|  | Russie           | 2                | France   | 1 |              |              |  |  |            |            |
|  | 16 février       |                  | France   | 1 |              |              |  |  |            |            |
|  |                  | Angleterre       | 3        |   |              |              |  |  |            |            |
|  | Pologne          | Angleterre       | 3        | 0 |              |              |  |  |            |            |
|  | Pologne          |                  |          | 0 |              |              |  |  |            |            |
|  | Angleterre       | 3                |          |   |              |              |  |  |            |            |
|  | Angleterre       | 3                |          |   |              |              |  |  |            |            |

#### Quarts de finale
| 16 février | Danemark                                   | 3 - 0 | Finlande                      | Score               |
| ---------- | ------------------------------------------ | ----- | ----------------------------- | ------------------- |
| SH         | Anders Antonsen                            | 1-0   | Kalle Koljonen                | 19-21, 21-16, 21-16 |
| SH         | Emil Holst                                 | 1-0   | Iikka Heino                   | 21-9, 21-11         |
| SH         | Jan Ø. Jørgensen                           | 1-0   | Henri Aarnio                  | 21-11, 23-21        |
| DH         | Kim Astrup / Mathias Christiansen          |       | Anton Kaisti / Oskari Larkimo | non disputé         |
| DH         | Mads Conrad-Petersen / Mads Pieler Kolding |       | Henri Aarnio / Iikka Heino    | non disputé         |

| 16 février | Allemagne                            | 3 - 1 | Tchéquie                  | Score               |
| ---------- | ------------------------------------ | ----- | ------------------------- | ------------------- |
| SH         | Marc Zwiebler                        | 1-0   | Adam Mendrek              | 21-13, 21-17        |
| SH         | Kai Schäfer                          | 1-0   | Milan Ludik               | 21-18, 17-21, 21-15 |
| SH         | Max Weißkirchen                      | 0-1   | Jan Louda                 | 19-21, 18-21        |
| DH         | Jones Ralfy Jansen / Josche Zurwonne | 1-0   | Ondřej Král / Milan Ludik | 21-17, 21-16        |
| DH         | Mark Lamsfuß / Marvin Emil Seidel    |       | Jakub Bitman / Jan Louda  | non disputé         |

| 16 février | France                              | 3 - 2 | Russie                               | Score        |
| ---------- | ----------------------------------- | ----- | ------------------------------------ | ------------ |
| SH         | Brice Leverdez                      | 1-0   | Vladimir Malkov                      | 21-15, 21-15 |
| DH         | Bastian Kersaudy / Julien Maïo      | 0-1   | Vladimir Ivanov / Alexandr Zinchenko | 20-22, 7-21  |
| SH         | Lucas Corvée                        | 1-0   | Sergey Sirant                        | 21-17, 21-17 |
| DH         | Thom Gicquel / Gaëtan Mittelheisser | 0-1   | Rodion Alimov / Ivan Sozonov         | 9-21, 18-21  |
| SH         | Lucas Claerbout                     | 1-0   | Shokhzod Gulomzoda                   | 21-15, 21-6  |

| 16 février | Pologne                           | 0 - 3 | Angleterre                     | Score               |
| ---------- | --------------------------------- | ----- | ------------------------------ | ------------------- |
| SH         | Michał Rogalski                   | 0-1   | Rajiv Ouseph                   | 11-21, 14-21        |
| DH         | Miłosz Bochat / Adam Cwalina      | 0-1   | Marcus Ellis / Chris Langridge | 16-21, 13-21        |
| SH         | Adrian Dziółko                    | 0-1   | Sam Parsons                    | 21-19, 17-21, 16-21 |
| DH         | Michał Rogalski / Paweł Śmiłowski |       | Peter Briggs (en) / Sean Vendy | non disputé         |
| SH         | Krzysztof Jakowczuk               |       | David Jones                    | non disputé         |

#### Demi-finales
| 17 février | Danemark                                   | 3 - 1 | Allemagne                            | Score               |
| ---------- | ------------------------------------------ | ----- | ------------------------------------ | ------------------- |
| SH         | Anders Antonsen                            | 1-0   | Marc Zwiebler                        | 21-13, 19-21, 21-16 |
| DH         | Mads Conrad-Petersen / Mads Pieler Kolding | 1-0   | Jones Ralfy Jansen / Josche Zurwonne | 21-14, 21-10        |
| SH         | Emil Holst                                 | 0-1   | Kai Schäfer                          | 18-21, 18-21        |
| DH         | Kim Astrup / Mathias Christiansen          | 1-0   | Mark Lamsfuss / Marvin Emil Seidel   | 21-17, 2523         |
| SH         | Jan Ø. Jørgensen                           |       | Max Weißkirchen                      | non disputé         |

| 17 février | France                           | 1 - 3 | Angleterre                     | Score               |
| ---------- | -------------------------------- | ----- | ------------------------------ | ------------------- |
| SH         | Brice Leverdez                   | 0-1   | Rajiv Ouseph                   | 14-21, 21-17, 13-21 |
| DH         | Bastian Kersaudy / Julien Maïo   | 0-1   | Marcus Ellis / Chris Langridge | 9-21, 17-21         |
| SH         | Lucas Corvée                     | 1-0   | Sam Parsons                    | 21-15, 21-17        |
| DH         | Thom Gicquel / Toma Junior Popov | 0-1   | Peter Briggs (en) / Sean Vendy | 1621, 15-21         |
| SH         | Lucas Claerbout                  |       | David Jones                    | non disputé         |

#### Finale
| 18 février | Danemark                                   | 3 - 1 | Angleterre                     | Score               |
| ---------- | ------------------------------------------ | ----- | ------------------------------ | ------------------- |
| SH         | Anders Antonsen                            | 1-0   | Rajiv Ouseph                   | 12-21, 21-15, 21-19 |
| DH         | Mads Conrad-Petersen / Mads Pieler Kolding | 1-0   | Marcus Ellis / Chris Langridge | 21-18, 21-13        |
| SH         | Emil Holst                                 | 0-1   | Sam Parsons                    | 16-21, 10-21        |
| DH         | Kim Astrup / Mathias Christiansen          | 1-0   | Peter Briggs (en) / Sean Vendy | 19-21, 29-27, 21-12 |
| SH         | Jan Ø. Jørgensen                           |       | David Jones                    | non disputé         |

## Compétition féminine

### Équipes participantes et groupes
Vingt-quatre équipes participent à la compétition féminine et sont réparties en six groupes de quatre, après tirage au sort.
| Groupe 1                      | Groupe 2                           | Groupe 3                           | Groupe 4                        | Groupe 5                              | Groupe 6                            |
| ----------------------------- | ---------------------------------- | ---------------------------------- | ------------------------------- | ------------------------------------- | ----------------------------------- |
| Danemark Suède Israël Islande | Espagne Hongrie Portugal Slovaquie | Allemagne Lituanie Ukraine Irlande | Russie Turquie Estonie Lettonie | Bulgarie France Groenland Biélorussie | Angleterre Norvège Tchéquie Pologne |

### Phase de groupe
Pour chaque groupe, l'équipe classée à la première place est qualifiée pour les quarts de finale ainsi que les deux meilleurs deuxièmes.
| Classement du groupe 1 |          |        |   |   |   |    |    |      |
|                        | Équipe   | Points | J | G | P | MP | MC | Diff |
| 1                      | Danemark | 3      | 3 | 3 | 0 | 19 | 1  | +18  |
| 2                      | Suède    | 2      | 3 | 2 | 1 | 10 | 5  | +5   |
| 3                      | Israël   | 1      | 3 | 1 | 2 | 4  | 11 | -7   |
| 4                      | Islande  | 0      | 3 | 0 | 3 | 2  | 18 | -16  |

| 13 février | Danemark | 4 | 1 | Suède   |
| 13 février | Israël   | 3 | 2 | Islande |
| 14 février | Danemark | 5 | 0 | Israël  |
| 14 février | Suède    | 5 | 0 | Islande |
| 14 février | Danemark | 5 | 0 | Islande |
| 14 février | Suède    | 4 | 1 | Israël  |

| Classement du groupe 2 |           |        |   |   |   |    |    |      |
|                        | Équipe    | Points | J | G | P | MP | MC | Diff |
| 1                      | Espagne   | 3      | 3 | 3 | 0 | 11 | 4  | +7   |
| 2                      | Hongrie   | 2      | 3 | 2 | 1 | 11 | 4  | +7   |
| 3                      | Slovaquie | 1      | 3 | 1 | 2 | 6  | 9  | -3   |
| 4                      | Portugal  | 0      | 3 | 0 | 3 | 2  | 13 | -11  |

| 13 février | Espagne  | 3 | 2 | Hongrie   |
| 13 février | Portugal | 2 | 3 | Slovaquie |
| 14 février | Espagne  | 5 | 0 | Portugal  |
| 14 février | Hongrie  | 4 | 1 | Slovaquie |
| 15 février | Espagne  | 3 | 2 | Slovaquie |
| 15 février | Hongrie  | 5 | 0 | Portugal  |

| Classement du groupe 3 |           |        |   |   |   |    |    |      |
|                        | Équipe    | Points | J | G | P | MP | MC | Diff |
| 1                      | Allemagne | 3      | 3 | 3 | 0 | 15 | 0  | +15  |
| 2                      | Ukraine   | 2      | 3 | 2 | 1 | 10 | 5  | +5   |
| 3                      | Irlande   | 1      | 3 | 1 | 2 | 5  | 10 | -5   |
| 4                      | Lituanie  | 0      | 3 | 0 | 3 | 0  | 15 | -15  |

| 13 février | Ukraine   | 5 | 0 | Irlande  |
| 13 février | Allemagne | 5 | 0 | Lituanie |
| 14 février | Allemagne | 5 | 0 | Ukraine  |
| 14 février | Lituanie  | 0 | 5 | Irlande  |
| 15 février | Allemagne | 5 | 0 | Irlande  |
| 15 février | Lituanie  | 0 | 5 | Ukraine  |

| Classement du groupe 4 |          |        |   |   |   |    |    |      |
|                        | Équipe   | Points | J | G | P | MP | MC | Diff |
| 1                      | Russie   | 3      | 3 | 3 | 0 | 13 | 2  | +11  |
| 2                      | Turquie  | 2      | 3 | 2 | 1 | 11 | 4  | +7   |
| 3                      | Estonie  | 1      | 3 | 1 | 2 | 6  | 9  | -3   |
| 4                      | Lituanie | 0      | 3 | 0 | 3 | 0  | 15 | -15  |

| 13 février | Russie  | 3 | 2 | Turquie  |
| 13 février | Estonie | 5 | 0 | Lettonie |
| 14 février | Turquie | 5 | 0 | Lettonie |
| 14 février | Russie  | 5 | 0 | Estonie  |
| 15 février | Russie  | 5 | 0 | Lettonie |
| 15 février | Turquie | 4 | 1 | Estonie  |

| Classement du groupe 5 |             |        |   |   |   |    |    |      |
|                        | Équipe      | Points | J | G | P | MP | MC | Diff |
| 1                      | Bulgarie    | 3      | 3 | 3 | 0 | 13 | 2  | +11  |
| 2                      | France      | 2      | 3 | 2 | 1 | 12 | 3  | +9   |
| 3                      | Biélorussie | 1      | 3 | 1 | 2 | 5  | 10 | -5   |
| 4                      | Groenland   | 0      | 3 | 0 | 3 | 0  | 15 | -15  |

| 13 février | Groenland | 0 | 5 | Biélorussie |
| 13 février | Bulgarie  | 3 | 2 | France      |
| 14 février | Bulgarie  | 5 | 0 | Groenland   |
| 14 février | France    | 5 | 0 | Biélorussie |
| 15 février | Bulgarie  | 5 | 0 | Biélorussie |
| 15 février | France    | 5 | 0 | Groenland   |

| Classement du groupe 6 |            |        |   |   |   |    |    |      |
|                        | Équipe     | Points | J | G | P | MP | MC | Diff |
| 1                      | Angleterre | 3      | 3 | 3 | 0 | 14 | 1  | +13  |
| 2                      | Pologne    | 2      | 3 | 2 | 1 | 7  | 8  | -1   |
| 3                      | Tchéquie   | 1      | 3 | 1 | 2 | 7  | 8  | -1   |
| 4                      | Norvège    | 0      | 3 | 0 | 3 | 2  | 13 | -11  |

| 13 février | Angleterre         | 5 | 0 | Norvège            |
| 13 février | République tchèque | 2 | 3 | Pologne            |
| 14 février | Angleterre         | 4 | 1 | République tchèque |
| 14 février | Norvège            | 1 | 4 | Pologne            |
| 15 février | Angleterre         | 5 | 0 | Pologne            |
| 15 février | Norvège            | 1 | 4 | République tchèque |

### Phase à élimination directe

#### Tableau
|  | Quarts de finale | Quarts de finale |           |   | Demi-finales | Demi-finales |  |  | Finale     | Finale     |
|  | Quarts de finale | Quarts de finale |           |   | Demi-finales | Demi-finales |  |  | Finale     | Finale     |
|  |                  |                  |           |   |              |              |  |  |            |            |
|  | 16 février       | 16 février       |           |   | 17 février   | 17 février   |  |  | 18 février | 18 février |
|  | 16 février       | 16 février       |           |   | 17 février   | 17 février   |  |  | 18 février | 18 février |
|  | Danemark         | 3                |           |   | 17 février   | 17 février   |  |  | 18 février | 18 février |
|  | Danemark         | 3                |           |   | 17 février   | 17 février   |  |  | 18 février | 18 février |
|  | Angleterre       | 0                |           |   | 17 février   | 17 février   |  |  | 18 février | 18 février |
|  | Angleterre       | 0                | Danemark  | 3 |              |              |  |  | 18 février | 18 février |
|  | 16 février       |                  | Danemark  | 3 |              |              |  |  | 18 février | 18 février |
|  |                  | Russie           | 1         |   |              |              |  |  | 18 février | 18 février |
|  | Russie           | Russie           | 1         | 3 |              |              |  |  | 18 février | 18 février |
|  | Russie           |                  |           | 3 |              |              |  |  | 18 février | 18 février |
|  | Bulgarie         | 1                |           |   |              |              |  |  | 18 février | 18 février |
|  | Bulgarie         | 1                | Danemark  | 3 |              |              |  |  |            |            |
|  | 16 février       |                  | Danemark  | 3 |              |              |  |  |            |            |
|  |                  | Allemagne        | 1         |   |              |              |  |  |            |            |
|  | France           | Allemagne        | 1         | 0 |              |              |  |  |            |            |
|  | France           | 17 février       |           | 0 |              |              |  |  |            |            |
|  | Allemagne        | 3                |           |   |              |              |  |  |            |            |
|  | Allemagne        | 3                | Allemagne | 3 |              |              |  |  |            |            |
|  | 16 février       |                  | Allemagne | 3 |              |              |  |  |            |            |
|  |                  | Espagne          | 2         |   |              |              |  |  |            |            |
|  | Turquie          | Espagne          | 2         | 2 |              |              |  |  |            |            |
|  | Turquie          |                  |           | 2 |              |              |  |  |            |            |
|  | Espagne          | 3                |           |   |              |              |  |  |            |            |
|  | Espagne          | 3                |           |   |              |              |  |  |            |            |

#### Quarts de finale
| 16 février | Danemark                                  | 3 - 0 | Angleterre                  | Score               |
| ---------- | ----------------------------------------- | ----- | --------------------------- | ------------------- |
| SD         | Mia Blichfeldt                            | 1-0   | Chloe Birch                 | 18-21, 21-19, 21-17 |
| DD         | Kamilla Rytter Juhl / Christinna Pedersen | 1-0   | Jessica Pugh / Sarah Walker | 21-13, 21-13        |
| SD         | Line Kjærsfeldt                           | 1-0   | Grace King                  | 5-2 ab.             |
| DD         | Maiken Fruergaard / Sara Thygesen         |       | Jenny Moore / Lauren Smith  | non disputé         |
| SD         | Natalia Koch Rohde                        |       | Abigail Holden              | non disputé         |

| 16 février | Russie                                | 3 - 1 | Bulgarie                              | Score               |
| ---------- | ------------------------------------- | ----- | ------------------------------------- | ------------------- |
| SD         | Evgeniya Kosetskaya                   | 1-0   | Linda Zetchiri                        | 16-21, 21-13, 21-15 |
| SD         | Natalia Perminova                     | 1-0   | Mariya Mitsova                        | 21-18, 7-21, 21-18  |
| DD         | Anastasia Chervyakova / Olga Morozova | 0-1   | Gabriela Stoeva / Stefani Stoeva      | 9-21, 21-19, 9-21   |
| SD         | Anastasiia Pustinskaia                | 1-0   | Maria Delcheva                        | 21-9, 21-14         |
| DD         | Ekaterina Bolotova / Alina Davletova  |       | Mariya Mitsova / Dimitria Popstoikova | non disputé         |

| 16 février | France                        | 0 - 3 | Allemagne                            | Score               |
| ---------- | ----------------------------- | ----- | ------------------------------------ | ------------------- |
| SD         | Yaëlle Hoyaux                 | 0-1   | Fabienne Deprez                      | 21-11, 21-23, 13-21 |
| DD         | Émilie Lefel / Anne Tran      | 0-1   | Isabel Herttrich / Carla Nelte       | 12-21, 21-19, 16-21 |
| SD         | Marie Batomene                | 0-1   | Luise Heim                           | 11-21, 9-21         |
| DD         | Delphine Delrue / Léa Palermo |       | Johanna Goliszewski / Lara Kaepplein | non disputé         |
| SD         | Léonice Huet                  |       | Yvonne Li                            | non disputé         |

| 16 février | Turquie                         | 2 - 3 | Espagne                           | Score               |
| ---------- | ------------------------------- | ----- | --------------------------------- | ------------------- |
| SD         | Neslihan Yiğit                  | 0-1   | Carolina Marín                    | 3-21, 11-21         |
| SD         | Aliye Demirbağ                  | 0-1   | Beatriz Corrales                  | 21-7, 15-21, 15-21  |
| SD         | Özge Bayrak                     | 1-0   | Sara Peñalver Pereira             | 21-13, 21-10        |
| DD         | Bengisu Erçetin / Nazlican Inci | 1-0   | Elena Fernández / Lorena Usle     | 20-22, 21-16, 21-11 |
| DD         | Özge Bayrak / Neslihan Yiğit    | 0-1   | Beatriz Corrales / Carolina Marín | 22-24, 15-21        |

#### Demi-finales
| 17 février | Danemark                                  | 3 - 1 | Russie                                | Score              |
| ---------- | ----------------------------------------- | ----- | ------------------------------------- | ------------------ |
| SD         | Mia Blichfeldt                            | 0-1   | Evgeniya Kosetskaya                   | 20-22, 21-15, 9-21 |
| DD         | Kamilla Rytter Juhl / Christinna Pedersen | 1-0   | Anastasia Chervyakova / Olga Morozova | 21-12, 21-19       |
| SD         | Line Kjærsfeldt                           | 1-0   | Natalia Perminova                     | 21-14, 22-20       |
| DD         | Maiken Fruergaard / Sara Thygesen         | 1-0   | Ekaterina Bolotova / Alina Davletova  | 21-17, 21-10       |
| SD         | Natalia Koch Rohde                        |       | Anastasiia Pustinskaia                | non disputé        |

| 17 février | Allemagne                         | 3 - 2 | Espagne                           | Score        |
| ---------- | --------------------------------- | ----- | --------------------------------- | ------------ |
| SD         | Fabienne Deprez                   | 0-1   | Carolina Marín                    | 14-21, 6-21  |
| SD         | Luise Heim                        | 0-1   | Beatriz Corrales                  | 18-21, 12-21 |
| DD         | Isabel Herttrich / Lara Kaepplein | 1-0   | Elena Fernández / Lorena Usle     | 21-12, 21-7  |
| SD         | Yvonne Li                         | 1-0   | Sara Peñalver Pereira             | 21-16, 21-13 |
| DD         | Johanna Goliszewski / Carla Nelte | 1-0   | Beatriz Corrales / Carolina Marín | 21-13, 21-9  |

#### Finale
| 18 février | Danemark                                  | 3 - 1 | Allemagne                         | Score              |
| ---------- | ----------------------------------------- | ----- | --------------------------------- | ------------------ |
| SD         | Mia Blichfeldt                            | 0-1   | Fabienne Deprez                   | 15-21, 15-21       |
| DD         | Kamilla Rytter Juhl / Christinna Pedersen | 1-0   | Isabel Herttrich / Olga Konon     | 21-15, 21-11       |
| SD         | Line Kjærsfeldt                           | 1-0   | Luise Heim                        | 16-21, 21-8, 21-13 |
| DD         | Maiken Fruergaard / Sara Thygesen         | 1-0   | Johanna Goliszewski / Carla Nelte | 21-19, 21-14       |
| SD         | Natalia Koch Rohde                        |       | Yvonne Li                         | non disputé        |